# 560388 Normafa
560388 Normafa è un asteroide della fascia principale. Scoperto nel 2012, presenta un'orbita caratterizzata da un semiasse maggiore pari a 3,1348844 au e da un'eccentricità di 0,1084009, inclinata di 11,66085° rispetto all'eclittica.
L'asteroide è dedicato all'omonima zona boschiva nella parte occidentale di Budapest.